# Allen Forte

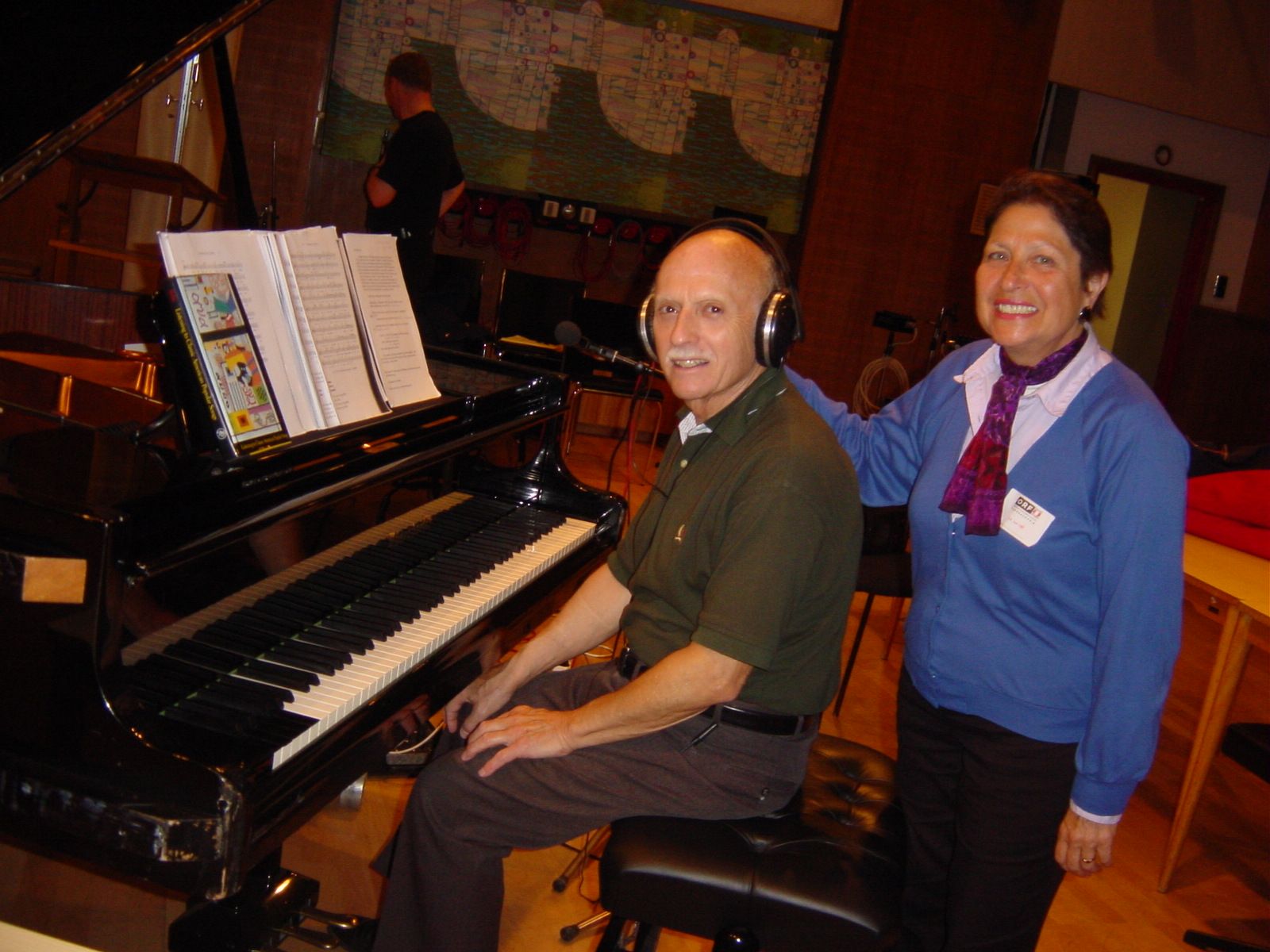
Allen Forte

Allen Forte (* 23. Dezember 1926 in Portland, Oregon; † 16. Oktober 2014 in Hamden, Connecticut) war ein US-amerikanischer Musikwissenschaftler und -theoretiker.
Forte hatte in seiner Kindheit Klavier- und Orgelunterricht. Nach dem Besuch der High School diente er zum Ende des Zweiten Weltkrieges in der US Navy. Das Musikstudium an der Columbia University (ab 1945) schloss er summa cum laude ab. Er unterrichtete einige Zeit am Columbia Teachers College und der Mannes School of Music, bevor er Professor an der Yale University wurde. Mit einer einjährigen Unterbrechung am M.I.T. wirkte er hier bis zu seiner Emeritierung als Professor für Musiktheorie und war Battell Professor Emeritus für Musiktheorie. 2000 stiftete die Yale University eine Allen-Forte-Professur für Musiktheorie.
Neben einem Dutzend Bücher verfasste Forte Artikel für Musikzeitschriften wie Journal of Music Theory, Music Theory Spectrum, Music Analysis, Perspectives of New Music und Journal of the American Musicological Society, in denen er sich insbesondere mit der von Josef Matthias Hauer, Alois Hába, Joseph Schillinger und Milton Babbitt begründeten Musical Set Theory, der Reduktionsanalyse nach Heinrich Schenker, der Zweiten Wiener Schule und der Musik Olivier Messiaens auseinandersetzte. 1958 veröffentlichte er die erste detaillierte musikanalytische Studie über die amerikanische Jazzmusik. 1995 wurde er in die American Academy of Arts and Sciences gewählt.
Forte war mit der Konzertpianistin Madeleine Forte verheiratet.

## Schriften
- Contemporary Tone-Structures. Columbia 1955.
- Tonal Harmony in Concept and Practice. Holt, Rinehart and Winston 1962.
- The Structure of Atonal Music. Yale University Press, New Haven 1973, ISBN 978-0-300-02120-2.
- The Harmonic Organization of The Rite of Spring. Yale University Press, New Haven 1978.
- Introduction to Schenkerian Analysis (mit Steven E. Gilbert), W. W. Norton & Co. 1982.
- The American Popular Ballad of the Golden Era, 1924-1950. Princeton University Press 1995.
- The Atonal Music of Anton Webern. Yale University Press, New Haven 1998.
- Listening to Classic American Popular Songs. Yale University Press, New Haven 2001.